# بيلي كوستا
بيلي كوستا (بالإنجليزية: Billy Costa)‏ هو مقدم برامج إذاعية أمريكي، ولد في 24 ديسمبر 1951 في كامبريدج في الولايات المتحدة.